# Antigius sayamensis
Antigius sayamensis är en fjärilsart som beskrevs av Watari 1936. Antigius sayamensis ingår i släktet Antigius och familjen juvelvingar. Inga underarter finns listade i Catalogue of Life.